# Liste der Biografien/Wite
Liste der Biografien |
Portal Biografien |
Personensuche
# |
A |
B |
C |
D |
E |
F |
G |
H |
I |
J |
K |
L |
M |
N |
O |
P |
Q |
R |
S |
T |
U |
V |
W |
X |
Y |
Z |
?
 
Wa |
Wc |
Wd |
We |
Wh |
Wi |
Wj |
Wl |
Wn |
Wo |
Wr |
Ws |
Wt |
Wu |
Ww |
Wy |
Wz
 
Wia |
Wib |
Wic |
Wid |
Wie |
Wif |
Wig |
Wih |
Wii |
Wij |
Wik |
Wil |
Wim |
Win |
Wio |
Wip |
Wir |
Wis |
Wit |
Wiv |
Wiw |
Wix |
Wiz
 
Vorlage:Liste der Biografien/Wit
Die Liste der Biografien führt alle Personen auf, die in der deutschsprachigen Wikipedia einen Artikel haben. Dieses ist eine Teilliste mit 20 Einträgen von Personen, deren Namen mit den Buchstaben „Wite“ beginnt.

## Wite

### Witeb
- Witebsky, Ernest (1901–1969), deutsch-US-amerikanischer Immunologe
- Witebskyj, Jossyp (1938–2024), sowjetischer Degenfechter und -trainer

### Witec
- Witecka, Friedemann (* 1951), deutscher Gitarrist, Multi-Instrumentalist, Songwriter und Musikproduzent
- Witecki, Jakub (* 1990), polnischer Eishockeyspieler
- Witecki, Mariusz (* 1981), polnischer Radrennfahrer
- Witeczek, Marcel (* 1968), deutscher Fußballspieler

### Witek
- Witek, Anton (1872–1933), tschechisch-deutscher Violinist, Konzertmeister und Musikpädagoge
- Witek, Elżbieta (* 1957), polnische Sejm-Abgeordnete
- Witek, Franz (* 1946), österreichischer Altphilologe
- Witek, Johannes (* 1981), österreichischer Schriftsteller
- Witek, Lothar (* 1933), deutscher Politiker (SPD), MdB
- Witek, Łukasz (* 1985), polnischer Biathlet
- Witek, Sebastian (* 1986), polnischer Biathlet
- Witek-Konofał, Marcelina (* 1995), polnische Speerwerferin
- Witekowa, Stanisława (1913–1978), polnische Chemikerin (Physikalische Chemie, Komplexchemie, Analytische Chemie)

### Witel
- Witelo, schlesischer Naturphilosoph

### Witem
- Witemburg, Victoria, argentinische Filmschauspielerin
- Witemeyer, Karen, US-amerikanische Schriftstellerin

### Witen
- Witenko, Wladislaw (* 1995), kasachischer Biathlet

### Witet
- Witetschek, Helmut (1933–2015), deutscher Politikwissenschaftler